# Friedrich Wessel
Friedrich "Fritz" Wessel (* 29. dubna 1945 Bonn, Německo) je bývalý západoněmecký a německý sportovní šermíř, který se specializoval na šerm fleretem. Západní Německo reprezentoval v šedesátých a na začátku sedmdesátých let. Na olympijských hrách startoval v roce 1968 a 1972 v soutěži jednotlivců a družstev. V roce 1969 a 1970 získal titul mistra světa v soutěži jednotlivců.